# Grb Ugande
Grb Ugande sastoji se od štita i koplja koji predstavljaju narod Ugande u borbi za svoju zemlju. Na štitu se nalaze valovi, simbol jezera Viktorija, sunce i bubnjevi. Štit pridržavaju kob (vrsta antilope) i ždral. Ispod štita je traka s natpisom "For God and My Country" (Za Boga i moju zemlju). 

## Također pogledajte
- Zastava Ugande